# 28. marec
28. marec je 87. dan leta (88. v prestopnih letih) v gregorijanskem koledarju. Ostaja še 278 dni.

## Dogodki
- 1849 – vsenemški parlament v Frankfurtu sprejme prvo nemško liberalno ustavo
- 1910 – Henri Fabre prvič poleti s hidroplanom Le Canard
- 1918 – nemška operacija Mars je ustavljena pri Arrasu
- 1938 – v Nemčiji judovskim skupnostim odvzamejo legalni status
- 1939 – s padcem Madrida se konča španska državljanska vojna
- 1940 – Francija in Združeno kraljestvo podpišeta sporazum, da nobena stran ne bo podpisala ločene mirovne pogodbe ali premirja
- 1942:
  - britanski komandosi napad na Saint-Nazaire
  - RAF bombandira Lübeck
- 1945:
  - zlom nemške vojske na vzhodni fronti
  - v Prekmurju prve enote Rdeče armade prvič vstopijo na ozemlje Slovenije
- 1979 – jedrska nesreča na Otoku treh milj

## Rojstva
- 623 – Marvan I. ibn al-Hakam, četrti kalif Umajadskega kalifata († 685)
- 661 – Muavija II. ibn Jezid, tretji kalif Umajadskega kalifata († 684)
- 1222 – Herman II., nemški plemič, turinški deželni grof († 1241)
- 1472 – Baccio della Porta - Fra Bartolommeo, italijanski slikar († 1517)
- 1483 – Raffaello Santi, italijanski slikar, arhitekt (možen datum rojstva tudi 6. april) († 1520)
- 1515 – Terezija Ávilska, španska karmeličanka, mistikinja, cerkvena učiteljica († 1582)
- 1592 – Jan Amos Komensky, češki pedagog, filozof, pisatelj († 1670)
- 1744 – Jekaterina Romanovna Voroncova-Daškova, ruska kneginja († 1810)
- 1750 – Francisco de Miranda, venezuelski revolucionar († 1816)
- 1810 – Alexandre Herculano de Carvalho e Araújo, portugalski zgodovinar, pisatelj, pesnik († 1877)
- 1868 – Aleksej Maksimovič Peškov - Maksim Gorki, ruski pisatelj († 1936)
- 1912 – Arthur Bertram Chandler, avstralski pisatelj († 1984)
- 1912 – Kazuo Taoka, japonski gangster († 1981)
- 1914 – Bohumil Hrabal, češki pisatelj († 1998)
- 1920 – Branka Sušnik, slovensko-paragvajska antropologinja († 1996)
- 1944 – Richard Francis Dennis »Rick« Barry III., ameriški košarkar
- 1962 – Jure Franko, slovenski alpski smučar
- 1986 –  Stefani Joanne Angelina Germanotta - Lady Gaga, ameriška pevka in tekstopiska
- 2002 – Daniel Tschofenig, avstrijski smučarski skakalec
- 2005 – Tate Frantz, ameriški smučarski skakalec

## Smrti
- 193 – Pertinaks, rimski cesar (* 126)
- 1084 – Henrik iz Biburga, oglejski patriarh
- 1134 – Štefan Harding, angleški opat, svetnik, soustanovitelj cistercijanov (* okrog 1050)
- 1187 – Bogislav I., vojvoda Pomeranije (* 1130)
- 1239 – cesar Go-Toba, 82. japonski cesar (* 1180)
- 1241 – Valdemar II., danski kralj (* 1170)
- 1285 – papež Martin IV. (* 1220)
- 1566 – Sigismund von Herberstein - Žiga Herberstein, avstrijsko-slovenski diplomat, kartograf, zgodovinar (* 1486)
- 1579 – Juan Fernández de Navarrete, španski slikar (* okoli 1526)
- 1677 – Václav Hollar, češki slikar (* 1607)
- 1687 – Constantijn Huygens, nizozemski pesnik, skladatelj (* 1596)
- 1794 – Marie Jean Antoine Nicolas Caritat, markiz de Condorcet, francoski matematik, filozof, politik (* 1743)
- 1840 – Anton Friedrich Justus Thibaut, nemški pravnik, filozof (* 1772)
- 1874 – Peter Andreas Hansen, dansko-nemški astronom (* 1795)
- 1881 – Modest Petrovič Musorgski, ruski skladatelj (* 1839)
- 1922 – Vladimir Dimitrijevič Nabokov, ruski založnik, politik
- 1941 – Adeline Virginia Stephen - Virginia Woolf, angleška pisateljica (* 1882)
- 1943 – Sergej Vasiljevič Rahmaninov, ruski skladatelj, pianist, dirigent (* 1873)
- 1957 – Jack Butler Yeats, irski slikar (* 1871)
- 1969 – Dwight David Eisenhower, ameriški general, predsednik (* 1890)
- 1985 – Marc Chagall, ruski slikar (* 1887)
- 1994 – Eugène Ionesco, romunsko-francoski dramatik (* 1909)
- 1996 – André Lefevere, belgijski teoretik prevodoslovja, jezikoslovec in prevajalec (* 1945)
- 2004 – sir Peter Ustinov, britanski filmski igralec, pisatelj, dramatik (* 1921)
- 2013 – Richard Griffiths, britanski filmski in gledališki in filmski igralec (* 1947)
- 2016 – Mihael Butara, slovenski generalmajor Jugoslovanske ljudske armade (* 1922)